# Polemonium
Polemonium es un género con 152 especies de plantas con flores perteneciente a la familia Polemoniaceae, nativo de las zonas árticas y frías del hemisferio norte y también de los Andes meridionales de Sudamérica. Muchas de las especies crecen a elevadas altitudes en las montañas.

## Características
Plantas perennes (raramente anuales), de entre 10 a 120 cm de altura, hojas verde brillante, divididas en foliolos de forma lanceolada. Las flores, que brotan en primavera y verano, son de color azul (raramente blancas o rosas).
Las especies de polemonium son habitualmente alimento para larvas de algunas especies de lepidoptera, como Coleophora polemoniella.

## Especies[1]
- Polemonium acutiflorum Willd. ex Roem. & Schult.)
- Polemonium antarcticum Griseb.
- Polemonium boreale Adams
- Polemonium brandegeei (A. Gray) Greene
- Polemonium caeruleum L.
- Polemonium californicum Eastw.
- Polemonium carneum A. Gray
- Polemonium caucasicum N. Busch
- Polemonium chartaceum H. Mason
- Polemonium chinense (Brand) Brand
- Polemonium confertum A. Gray
- Polemonium cuspidatum
- Polemonium delicatum Rydb.
- Polemonium elegans Greene
- Polemonium eximium Greene
- Polemonium foliosissimum A. Gray
- Polemonium gayanum Brand
- Polemonium grandiflorum Benth.
- Polemonium hultenii Hara
- Polemonium longii Fernald
- Polemonium macranthum Klokov
- Polemonium mellitum (A. Gray) A. Nelson
- Polemonium mexicanum Cerv. ex Lag.
- Polemonium micranthum Benth.
- Polemonium nevadense Wherry
- Polemonium occidentale Greene
- Polemonium pauciflorum S. Watson
- Polemonium pectinatum Greene
- Polemonium pilosum (Greenm.) G. N. Jones
- Polemonium pulcherrimum Hook.
- Polemonium racemosum Kitam.
- Polemonium reptans L.
- Polemonium sumushanense G. H. Liu & Ma
- Polemonium vanbruntiae Britton
- Polemonium viscosum Nutt.
- Polemonium yezoense (Miyabe & Kudô) Kitam.